# De supersonische schokgolf-oscillator
 De supersonische schokgolf-oscillator  is een verhaal uit de Belgische stripreeks Piet Pienter en Bert Bibber van Pom.
Het verhaal verscheen als nummer 42 in de reeks bij De Vlijt.

## Personages
- Piet Pienter
- Bert Bibber
- Susan
- Professor Kumulus
- Madam Klakson
- Hilarius Warwinkel

## Albumversies
De supersonische schokgolf-oscillator verscheen in 1989 als album 42 bij uitgeverij De Vlijt. Keesing gaf het album opnieuw uit in 1993. In 2000 gaf uitgeverij De Standaard het album opnieuw uit. Uitgeverij 't Mannekesblad deed hetzelfde in 2012.